# 殿中御掟

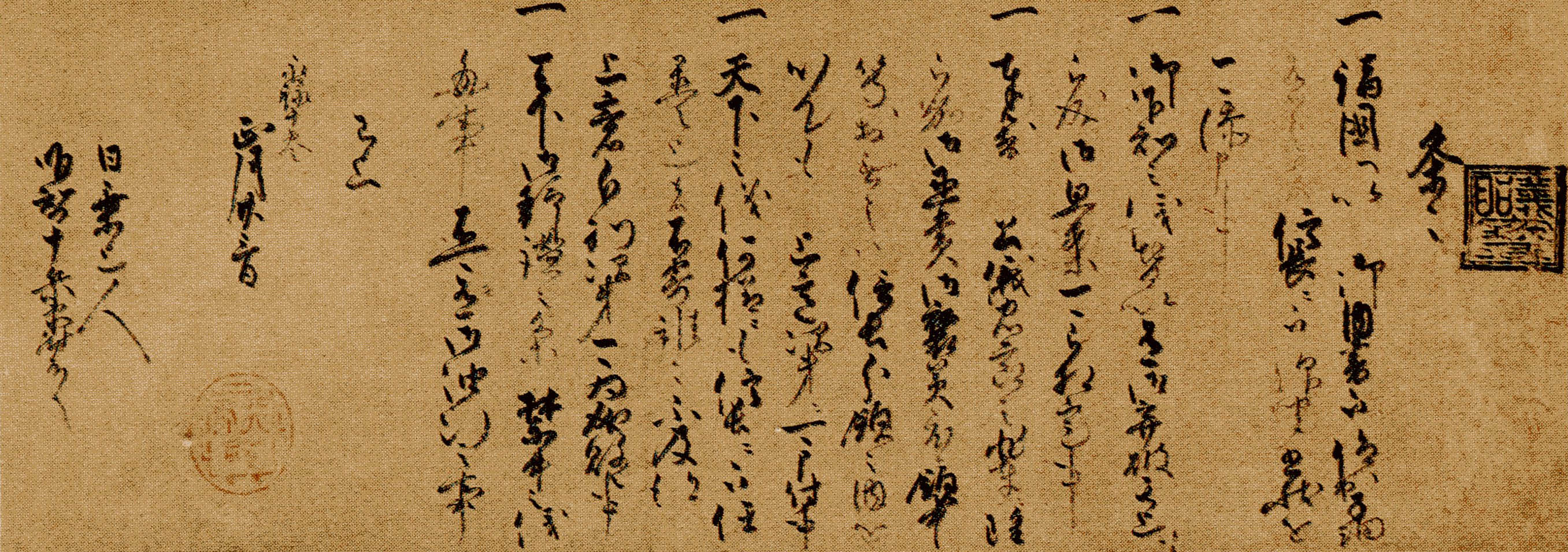
五ヶ条の条書、石川武美記念図書館成簣堂文庫所蔵

殿中御掟（でんちゅうおんおきて）は、永禄12年（1569年）に織田信長が発出し、室町幕府の将軍・足利義昭が花押を据えて承認した室町幕府の運営に関する掟である。永禄12年1月14日に9か条、同16日に追加で7か条が出された。殿中御掟が出されたのは義昭の将軍就任の3ヶ月後のことであり、義昭のもとでの室町幕府の再興を目的として、訴訟手続などの先例を条文化して再確認したものと考えられている。
本項目では、翌永禄13年（1570年）1月23日に信長・義昭の合意によって作成された「五ヶ条の条書」についても解説する。五ヶ条の条書は義昭体制で顕在化していた問題に対処するために具体的な内容となっている。
五ヶ条の条書で約諾された内容が義昭によって遵守されなかったことが、元亀3年（1572年）の信長による義昭に対する異見十七ヶ条における叱責、ひいては両者の関係決裂へとつながっていく。

## 経過

### 殿中御掟9か条
永禄11年（1568年）9月、織田信長は足利義昭を奉じて上洛し、義昭を室町幕府の第15代将軍に擁立した。しかし、幕府は伊勢貞孝の暗殺（伊勢氏の政所支配の終了）や永禄の変によって有名無実と化していた。そのため永禄12年（1569年）1月14日、信長は義昭と将軍権力や幕府のあり方について再確認するため、殿中御掟9か条を義昭に示した。内容は以下の通り。
- 御部屋衆・定詰衆・同朋衆など恒常的に出仕する者は前例通りとする。
- 公家衆・御供衆・申次の者は、将軍の御用があれば参勤すること。
- 惣番衆は、おのおの将軍に伺候すること。
- 幕臣の家来が御所に用向きがある際は、当番役のときだけにすること、それ以外に御所に近づくことは禁止する[要検証 – ノート]。
- 訴訟は正規の手続を経ずに直接将軍に内奏してはならない。
- 奉行衆が出した「意見」を無視して将軍の一存で決めてはならない。
- 訴訟の審議を行う式日は従来通りとする。
- 担当の申次でない者を取次として将軍に伝えてはならない。
- 諸門跡やその坊官、比叡山延暦寺の衆徒、医師、陰陽師をみだりに殿中に入れないこと。足軽と猿楽師は呼ばれれば入ってもよい。

9か条の殿中御掟の前半4か条は、殿中で将軍に仕える人々について、先例をもとに序列を明確化したものである。後半からは訴訟手続に関する規定だが、第6条は12代将軍義晴が内談衆を組織して「意見」を求めた先例との関連も考えられる。第9条は門跡の坊官や医師などを排除しようとしているが、義昭の兄の13代将軍・義輝は道増（聖護院門跡）・義俊（大覚寺門跡）・曲直瀬道三（医師）といった人物を用いており、彼らのような本来幕府の構成員ではない者を排除することを本来の目指すべきあり方としたのだと考えられる。

### 殿中御掟追加7か条
2日後の1月16日、信長はさらに7か条を追加する。
- 当知行している寺社本所領をいわれなく押領してはならない[4]。
- 請取沙汰（第三者を当事者であるかのように装わせて有利な判決を得る行為）をしてはならない[4]。
- 喧嘩口論を禁止し、違反する者は法をもって成敗する。これに合力するものも同罪。
- 理不尽な催促をすることを禁止する[4]。
- 将軍への直訴を禁止する[4]。
- もし訴訟をしたいのであれば奉行人を通すこと。
- 当知行の地については請文を提出の上、下知を受けること。

第1条の押領禁止規定に違反するような義昭家臣による違乱行為は『言継卿記』の記事などによって確認されており、その根本原因である義昭家臣に与える所領の不足への対応として、後述する五ヶ条の条書の第3条が規定されたとみられる。
第7条で当知行安堵を求める場合に請文提出を義務づけることも、室町幕府法の踏襲とみられている。

### 五ヶ条の条書
永禄13年（1570年）1月23日、信長は新たに五ヶ条の条書を示した。
- 諸国の大名に御内書を出す場合に「子細」があるときは、信長に報告して、信長の書状（副状）も添えて出すこと[8]。
- これまでに幕府が出した下知は全て義昭が棄破なさり、改めて思案なさった上でその内容を定めること[9]。
- 将軍家に対して忠節を尽くした者に与える恩賞・褒美とする領地が不足した場合には、信長の領地の中でも、義昭の上意次第で申し付けることができる[10]。
- 天下の平定は何事につけてもこの信長に任せられたのだから、誰であろうと将軍の上意を得ることはできず、信長が道理に従って成敗を加えるべきである[11]。
- 天下が静謐になったからには、天皇・朝廷に関する出仕・支援を、義昭はすべてご油断なく勤めなければならない[12]。

五ヶ条の条書の第1条は、将軍の発出する御内書に信長の副状を付すとの規定であり、きわめて高い権威を有する御内書の発出を信長が規制する規定と従来解されてきた。しかし、中世史料に見える「子細」の語は無視しがたい「事情」というニュアンスで使用されており、ここでも信長と宛所の間に特別の事情がある場合に限り副状を付すという意味で、全ての御内書に副状を必要とした訳ではないという説もある。またこの条文がのちに異見十七ヶ条の第2条で信長が義昭を叱責する根拠となっている。
第2条の下知破毀規定は、義昭の出した下知を無効とする規定と説明されることがあるが、「棄破」という言葉は徳政令との結びつきの強い言葉であり、義持・義教・義政といった将軍が代始めに徳政を出して公家・寺社領の回復政策を進めたことと関連づけて、新将軍となった義昭による代替わり徳政による公家・寺社領安堵政策とする理解がなされている。
第3条で信長の領地から褒美を出すというのは、前述した義昭の所領不足を原因として将軍家臣への恩賞に寺社領が宛てられてしまうのを防ぐためであったとみられるが、これ以後も賀茂社領が侵犯されたことが異見十七ヶ条の第5条につながる。
第4条は「誰々に寄らず、上意を得るに及ばず」を「上意を得るまでもなく、誰であっても（信長が成敗する）」という意味に説明されることが多いが、語順から言って「誰々」とは上意を得る主体であると考えられ、その場合「誰であっても上意を得ることはできない」という意味となる。また信長が上意を奉じる範囲に関しても、天下静謐のための平定戦のための軍事・外交に限定して解する説が示されている。
第5条で朝廷への支援を求めたことは、異見十七ヶ条の第10条で元亀改元を進めることに義昭が積極的でないことを叱責することにつながっていく。

## 影響
古くは殿中御掟は信長が義昭の政治的権限を拘束し、将軍としての実権を行使させないことを目的として義昭に否応なく承認させたものであり、これにより両者の不和を顕在化させたものであるとされていた。しかし、近年の研究では信長と義昭双方で作られた確認事項であったとされており、両者の仲に決定的な悪化をもたらしたものではない。
臼井進は先に出された9か条の殿中御掟を、信長があるべきと考える将軍と召仕者の姿を示したもの、追加7か条を信長が以前の幕府法の規定を取捨選択して規定し直したものと解釈し、いずれもそれ以前からある室町幕府の規範を条文化して再確認したにすぎず、信長と義昭が互いに約諾したものとしている。また、信長は義昭の将軍就任直後から帰国していて再上洛したのは殿中御掟が出されるわずか4日前の1月10日であり、信長が幕府の先例や制度に精通していたとも考えにくいため、実際は奉行人らによって検討された内容を、信長の名義で発した可能性も指摘されている。
殿中御掟の時点では良好だった信長と義昭の関係だったが、五ヶ条の条書作成直前には不和が生じており、作成の背景にそのような関係悪化があったという見解もある。『多聞院日記』永禄12年10月19日条に「十六日ニ上位トセリアヰテ下了」、すなわち信長と義昭との間で意見対立があり信長が下国したとの記述があり、その原因は同年の北畠具教との戦いに関連しているとみられる。両者の関係修復のために、交渉を重ねて作成されたのが五ヶ条の条書であると考えられる。
五ヶ条の条書が合意された永禄13年は、五ヶ条の条書作成と同日の1月23日に信長による諸大名への上洛要請、4月14日に上洛した諸大名も出席する二条城の竣工記念の能、4月23日に元亀改元と、義昭体制の節目となる時期であり、五ヶ条の条書もそれに合わせた信長と義昭の関係調整という面が指摘されている。
水野嶺は五か条の条書について、足利義昭の将軍就任以来、副将軍や管領などへの就任を出自を理由に拒んできた信長が准官領（管領代）に就任するのに同意した文書の一環であるとしている。第1条を義昭が遵守していないというのは事実ではなく、大名への官途授与や大名間の和平調停の際には信長の副状が出されており、後年問題になったのは義昭が御内書の形式を用いて諸国から物品献上を強要したことであったとする。第4条は信長からすれば准官領として義昭を補佐することを明言した文言であり、義昭からすれば信長が室町幕府の身分秩序の中に位置づける代わりに天下静謐のための権限を委任したもので、義昭と信長の主従間の合意が前提にあるとする。そして、残りの3か条も副官領就任にあたっての要望事項であったとしている。また、原本には義昭の黒印が袖に捺され、義昭と信長に両属している立場と言える明智光秀と朝山日乗に充てられていることからも信長から義昭への一方的な文言ではなく、両者の交渉内容を記した文書であるとしている。水野は信長が准官領に就任したと直接言及した史料は無いものの、この条書が出された元亀元年1月以降、信長の書札礼が変更されて関東管領（上杉謙信）と同格のものに改められていることから裏付けられるとしている。なお、准官領の立場は実際的には儀礼的な存在に過ぎなくなっていた実際の管領と異なって、より大幅な権限が認められた存在であったことはこの条書から推測されるとされる。
上述のように元亀3年（1572年）に信長が義昭を叱責した異見十七ヶ条の内容は五ヶ条の条書と対応しており、信長は五ヶ条の条書という両者の合意で成立した規範に義昭が違背したことを示すことで、自身の義昭批判を正当化する根拠としたものとみられる。
浅井長政や朝倉義景、顕如、三好三人衆らによる第一次信長包囲網が結成された際には義昭と信長は一体となって行動しており、両者の対立が決定的なものとなるのは元亀年間に入ってからのことである。